# سیارک ۸۸۷

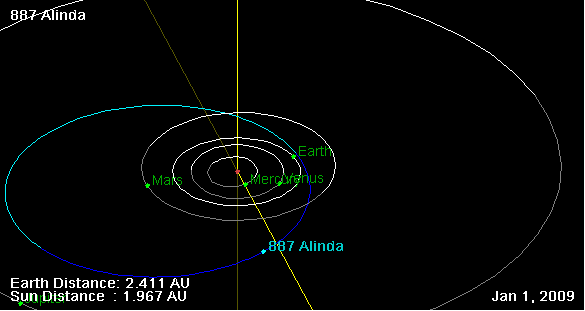
نمایی از محل قرارگیری سیارک ۸۸۷ در مدار – ۲۰۰۹

سیارک ۸۸۷ (به انگلیسی: 887 Alinda، نامگذاری:1918DB) هشتصد و هشتاد و هفتمین سیارک کشف‌شده است که در ۳ ژانویهٔ ۱۹۱۸ و در هایدلبرگ کشف شد.
قدر مطلق سیارک برابر ۱۳٫۷۶ است.